# Aire urbaine d'Oloron-Sainte-Marie
L'aire urbaine d'Oloron-Sainte-Marie est une aire urbaine française centrée sur l'unité urbaine d'Oloron-Sainte-Marie, dans les Pyrénées-Atlantiques. Composée de 28 communes, elle comptait 23 375 habitants en 2013.

## Composition selon la délimitation de 2010
| Nom                  | Code Insee | Statut | Superficie (km2) | Population (dernière pop. légale) | Densité (hab./km2) |
| -------------------- | ---------- | ------ | ---------------- | --------------------------------- | ------------------ |
| Agnos                | 64007      |        | 9,18             | 1 042 (2022)                      | 114                |
| Ance                 | 64020      |        | 10,12            | 230 (2014)                        | 23                 |
| Aren                 | 64039      |        | 7,39             | 246 (2022)                        | 33                 |
| Asasp-Arros          | 64064      |        | 23,59            | 492 (2022)                        | 21                 |
| Bidos                | 64126      |        | 1,36             | 1 109 (2022)                      | 815                |
| Escou                | 64207      |        | 6,19             | 430 (2022)                        | 69                 |
| Escout               | 64209      |        | 9,52             | 426 (2022)                        | 45                 |
| Esquiule             | 64217      |        | 28,58            | 531 (2022)                        | 19                 |
| Estialescq           | 64219      |        | 5,14             | 260 (2022)                        | 51                 |
| Estos                | 64220      |        | 3,22             | 488 (2022)                        | 152                |
| Eysus                | 64224      |        | 6,72             | 617 (2022)                        | 92                 |
| Féas                 | 64225      |        | 13,71            | 400 (2014)                        | 29                 |
| Géronce              | 64241      |        | 15,99            | 490 (2022)                        | 31                 |
| Geüs-d'Oloron        | 64244      |        | 6,57             | 262 (2022)                        | 40                 |
| Goès                 | 64245      |        | 4,76             | 540 (2022)                        | 113                |
| Gurmençon            | 64252      |        | 2,98             | 887 (2022)                        | 298                |
| Herrère              | 64261      |        | 8,93             | 389 (2022)                        | 44                 |
| Ledeuix              | 64328      |        | 13,52            | 1 028 (2022)                      | 76                 |
| Lurbe-Saint-Christau | 64360      |        | 7,47             | 206 (2022)                        | 28                 |
| Moumour              | 64409      |        | 8,05             | 818 (2022)                        | 102                |
| Oloron-Sainte-Marie  | 64422      |        | 68,31            | 10 658 (2022)                     | 156                |
| Orin                 | 64426      |        | 4,29             | 266 (2022)                        | 62                 |
| Poey-d'Oloron        | 64449      |        | 4,79             | 165 (2022)                        | 34                 |
| Préchacq-Josbaig     | 64458      |        | 8,31             | 295 (2022)                        | 35                 |
| Précilhon            | 64460      |        | 6,39             | 405 (2022)                        | 63                 |
| Saint-Goin           | 64481      |        | 5,54             | 224 (2022)                        | 40                 |
| Saucède              | 64508      |        | 7,1              | 126 (2022)                        | 18                 |
| Verdets              | 64551      |        | 5,62             | 304 (2022)                        | 54                 |

### Évolution de la composition
- 1999 : 25 communes (dont 8 forment le pôle urbain)
- 2010 : 28 communes (dont 9 forment le pôle urbain)
  - Lurbe-Saint-Christau, Préchacq-Josbaig et Saucède ajoutées à la couronne du pôle (+3)

## Caractéristiques en 1999
D'après la définition qu'en donne l'INSEE, l'aire urbaine d'Oloron-Sainte-Marie est composée de 25 communes, situées dans les Pyrénées-Atlantiques. Ses 21 994 habitants font d'elle la 245e aire urbaine de France.
8 communes de l'aire urbaine sont des pôles urbains.
Le tableau suivant détaille la répartition de l'aire urbaine sur le département (les pourcentages s'entendent en proportion du département) :
| Département          | Communes | Communes (%) | Superficie (km²) | Superficie (%) | Population (1999) | Population (%) |
| -------------------- | -------- | ------------ | ---------------- | -------------- | ----------------- | -------------- |
| Pyrénées-Atlantiques | 25       | 4,6          | 280,46           | 3,7            | 21 994            | 3,7            |